# Fashion Victim
Als Fashion Victim (deutsch Modeopfer) wird eine Person bezeichnet, die stets nach der aktuellen Mode gekleidet ist und jeden Trend mitmacht. Sie orientiert sich an Modezeitschriften und bevorzugt angesagte Marken und Labels. Die Modeexpertin und Autorin Michelle Lee definiert Fashion Victim als Mensch, der jedem Trend sklavisch folgt, selbst wenn dieser nicht zum eigenen Typ passt.
Teilweise wird der Begriff aber auch verwendet für jemanden, der unmögliche Klamotten trägt und sich durch einen Mangel an Stil und Modegeschmack auszeichnet. Prominente Fashion Victims werden in den USA jedes Jahr von der Zeitschrift People in einer Liste der „am schlechtesten angezogenen Stars“ veröffentlicht.
Das Gegenteil von Fashion Victim ist ein Modemuffel.

## Kulturelle Bezüge
Fashion Victim ist der Titel sowohl eines Kurzfilmes aus dem Jahr 2003 als auch eines 2008 entstandenen Films über den Mord an Gianni Versace. Auch ein Song der Band Green Day trägt den Titel Fashion Victim.